# کارولی ویهلت
کارولی ویهلت (انگلیسی: Károly Weichelt; ۲ مارس ۱۹۰۶ – ۴ ژوئیهٔ ۱۹۷۱) بازیکن فوتبال اهل رومانی بود.
وی همچنین در تیم ملی فوتبال رومانی بازی کرده‌است.